# Tipula (Lunatipula) rabiosa
Tipula (Lunatipula) rabiosa is een tweevleugelige uit de familie langpootmuggen (Tipulidae). De soort komt voor in het Nearctisch gebied.